# Dov Zakin
Dov Zakin (hebrejsky: דב זכין, žil 1922 – 4. září 1986) byl izraelský politik a poslanec Knesetu za strany Ma'arach, Mapam a opět Ma'arach.

## Biografie
Narodil se v Baranavičy v Polsku (dnes Bělorusko). V roce 1936 přesídlil do dnešního Izraele. Byl jedním ze zakladatelů kibucu Lehavot ha-Bašan. Vystudoval mládežnickou vesnici Ben Šemen a pak absolvoval obor politologie a ekonomie na Telavivské univerzitě.

## Politická dráha
V roce 1946 zakládal odborovou organizaci mezi Araby v regionu Vádí Ara. V roce 1947 byl aktivní v uprchlických židovských táborech na Kypru. V 50. a 60. letech byl opakovaně vyslancem hnutí ha-Šomer ha-Ca'ir ve Spojených státech. Byl členem sekretriátu strany Mapam.
V izraelském parlamentu zasedl poprvé po volbách v roce 1969, do nichž šel za Ma'arach. Byl členem výboru pro ekonomické záležitosti a výboru práce. Opětovně byl za Ma'arach zvolen ve volbách v roce 1973. Nastoupil jako člen do výboru pro zahraniční záležitosti a obranu, výboru pro záležitosti vnitra a životního prostředí a výboru House Committee. Během funkčního období dočasně přešel do samostatné frakce strany Mapam, ale pak se vrátil do poslaneckého klubu Ma'arach. Ve volbách v roce 1977 nebyl úspěšný a do Knesetu se vrátil po volbách v roce 1981, opět na kandidátce Ma'arach. Stal se členem výboru pro imigraci a absorpci a výboru House Committee. Ve volbách v roce 1984 mandát neobhájil. V roce 1986 zasedl v řídících orgánech Světové sionistické organizace.